# Persone di nome Giovanni/Giuristi
| Questa pagina contiene informazioni ricavate automaticamente dalle voci biografiche con l'ausilio del template Bio e di un bot. L'aggiornamento è periodico e automatico e ricostruisce completamente la pagina. Se manca una persona in questa lista, sei pregato di non aggiungerla, ma accertati piuttosto che la sua voce biografica contenga il template Bio e che i dati anagrafici siano correttamente compilati. Se il template Bio manca, inseriscilo tu stesso o, in alternativa, metti l'avviso {{tmp\|Bio}} che ne segnala la mancanza. Se i dati riportati sono sbagliati, correggi direttamente la voce biografica; le modifiche saranno visibili in questa lista entro pochi giorni. Per chiarimenti vedi il progetto antroponimi. La lista contiene solo le 67 persone che sono citate nell'enciclopedia e per le quali è stato implementato correttamente il template Bio. Pagina aggiornata al 22 giu 2025. |

Questa è una lista di persone presenti nell'enciclopedia che hanno il nome Giovanni e sono giuristi.

## A(4)
- Giovanni Abignente, giurista e politico italiano (Sarno, n. 1854 - Roma, † 1916)
- Andrea Alciato, giurista italiano (Milano, n. 1492 - Pavia, † 1550)
- Giovanni Amoroso, giurista italiano (Mercato San Severino, n. 1949)
- Giovanni Battista Asini, giurista italiano (Firenze - Firenze, † 1585)

## B(7)
- Giovanni Barberi, giurista italiano (Roma, n. 1748 - † 1821)
- Giovanni Bassiano, giurista italiano (Cremona - † 1197)
- Giovanni Baviera, giurista e politico italiano (Modica, n. 1875 - Palermo, † 1963)
- Giovanni Maria Bertolo, giurista italiano (Vicenza, n. 1631 - Venezia, † 1707)
- Giovanni Battista Bilesimo, giurista e teologo italiano (Fonzaso, n. 1716 - Venezia, † 1799)
- Giovanni Bolognetti, giurista italiano (Bologna, n. 1506 - Bologna, † 1575)
- Giovanni Brunetti, giurista italiano (Firenze, n. 1867 - Firenze, † 1935)

## C(11)
- Giovanni Camillo Cacace, giurista italiano (Napoli - Napoli, † 1656)
- Giovanni Battista Caccialupi, giurista italiano (San Severino Marche, n. 1420 - Roma, † 1496)
- Giovanni Calderini, giurista italiano (Bologna - Bologna, † 1365)
- Giovanni Zaccaria Campeggi, giurista italiano (Mantova, n. 1448 - Mantova, † 1511)
- Giovanni Capis, giurista e storico italiano (Domodossola)
- Giovanni Carmignani, giurista italiano (San Benedetto a Settimo, n. 1768 - Pisa, † 1847)
- Giovanni Cassandro, giurista e politico italiano (Barletta, n. 1913 - Roma, † 1989)
- Giovanni Battista Cassinis, giurista e politico italiano (Masserano, n. 1806 - Torino, † 1866)
- Giovanni Cicogna, giurista e politico italiano (Treviso, n. 1877 - Paderno, † 1948)
- Giovanni Conso, giurista italiano (Torino, n. 1922 - Roma, † 2015)
- Giovanni Crispo de' Monti, giurista italiano (L'Aquila)

## D(8)
- Giovanni d'Andrea, giurista italiano (Rifredo - Bologna, † 1348)
- Giovanni Andrea D'Andrea, giurista italiano (Bova, n. 1804 - Napoli, † 1879)
- Giovanni Battista De Luca, giurista e cardinale italiano (Venosa, n. 1614 - Roma, † 1683)
- Giovanni Antonio De Nigris, giurista italiano (Campagna, n. 1502 - Campagna, † 1570)
- Giovanni Andrea Di Paolo, giurista italiano (Napoli - Napoli)
- Giovanni Duni, giurista italiano (Napoli, n. 1939)
- Giovanni Durando, giurista e giornalista italiano (Torino, n. 1915 - Moncalieri, † 2000)
- Giovanni d'Anguissola, giurista italiano (Cesena)

## F(3)
- Giovanni Fiandaca, giurista e storico italiano (Palermo, n. 1947)
- Giovanni Maria Flick, giurista e politico italiano (Cirié, n. 1940)
- Giovanni Battista Funaioli, giurista italiano (Siena, n. 1891 - Pisa, † 1959)

## G(8)
- Giovanni Galloni, giurista e politico italiano (Paternò, n. 1927 - Roma, † 2018)
- Giovanni Francesco Gemelli Careri, giurista e avventuriero italiano (Radicena, n. 1648 - Napoli, † 1724)
- Giovanni Battista Giorgini, giurista e politico italiano (Lucca, n. 1818 - Montignoso, † 1908)
- Giovanni da Legnano, giurista italiano (Legnano - Bologna, † 1383)
- Giovanni di Gherardo da Prato, giurista, matematico e scrittore italiano (Prato)
- Giovanni da Imola, giurista italiano (Imola, n. 1372 - Bologna, † 1436)
- Giovanni d'Anagni, giurista e presbitero italiano (Anagni - Bologna, † 1457)
- Giovanni Guzzetta, giurista italiano (Messina, n. 1966)

## L(1)
- Giovanni Lombardi, giurista e politico italiano (Rutino, n. 1872 - Napoli, † 1946)

## M(5)
- Giovanni Manna, giurista e politico italiano (Napoli, n. 1813 - Napoli, † 1865)
- Giovanni Martinelli, giurista e politico italiano (Ferrara, n. 1841 - Ferrara, † 1919)
- Giovanni Miele, giurista italiano (Ischia, n. 1907 - Firenze, † 2000)
- Giovanni Nicola de Milis, giurista italiano (Verona)
- Giovanni Motzo, giurista italiano (Cagliari, n. 1930 - Napoli, † 2002)

## N(2)
- Giovanni Bonaventura Neri Badia, giurista italiano (Firenze, n. 1657 - Firenze, † 1752)
- Giovanni Nevizzano, giurista italiano (Buttigliera d'Asti - forse Torino, † 1540)

## O(2)
- Giovan Battista Odierna, giurista italiano (Napoli, n. 1602 - Napoli, † 1678)
- Giovanni Giuseppe Origlia Paolino, giurista, storico e filosofo italiano (Polla, n. 1718)

## P(6)
- Giovanni Pachino, giurista italiano (Fratta - Perugia, † 1444)
- Giovanni Paciullo, giurista italiano (Francavilla Fontana, n. 1948)
- Giovanni Petrucci, giurista italiano (Montesperello, n. 1390 - Perugia, † 1464)
- Gian Maria Pisano Marras, giurista e politico italiano (Castelsardo, n. 1814)
- Giovanni Pitruzzella, giurista e docente italiano (Palermo, n. 1959)
- Giovanni Puoti, giurista italiano (Roma, n. 1944)

## S(5)
- Giovanni Sadoleto, giurista italiano (Modena, n. 1440 - † 1511)
- Giovanni Antonio Sangiorgio, giurista, patriarca cattolico e cardinale italiano (Milano - Roma, † 1509)
- Giovanni Battista Scuro, giurista e poeta italiano (Crotone - Crotone)
- Giovanni Selvaggi, giurista e politico italiano (Vizzini, n. 1889 - Roma, † 1954)
- Giovanni Serges, giurista e costituzionalista italiano (Catania, n. 1951)

## T(3)
- Nino Tamassia, giurista e politico italiano (Revere, n. 1860 - Padova, † 1931)
- Giovanni Tarello, giurista italiano (Genova, n. 1934 - Genova, † 1987)
- Giovanni Alvise Toscani, giurista, umanista e poeta italiano (Milano - Roma, † 1478)

## V(1)
- Giovanni Valcavi, giurista, dirigente d'azienda e saggista italiano (Desenzano del Garda, n. 1926 - Varese, † 2010)

## Z(1)
- Giovanni Battista Ziletti, giurista e scrittore italiano (Venezia)